# 喪服の訪問者
悪の仮面（あくのかめん、英：The Albatross）はシャーロット・アームストロングが1957年に発表した小説。のちに「あほうどり」に改題されている。

## 概要
数日前に自分が殴り倒した酔客が死亡した新聞記事を目にしたトムは、罪の意識から男の未亡人と車椅子に乗った妹の面倒を見る事になった。トムの妻エスターはトムに協力するが、怪しい姉妹の行動に徐々に追い詰められていく。

## 映画(1972年)
キャスト
- 岩下志麻
- 井上孝雄
- 香山美子
- 鈴木光枝
- 松橋登
- 桑山正一
- 石井トミコ
- 中村英生
- 渡辺紀行
- 下川辰平
- 水森久美子

## テレビドラマ
日本ではタイトルや設定を変えて3度ドラマ化されている。

### 1971年版
「喪服の訪問者」のタイトルで、1971年11月23日～12月28日に日本テレビ系列「火曜日の女シリーズ」枠で放送。全6話。2006年にウルトラ・ヴァイヴよりDVD-BOXが発売された。
キャスト
- 丘みつ子
- 団令子
- 関口宏
- 大塚道子
- 舟橋元
- 柳生博
- 白石奈緒美
- 石橋蓮司
- 清川新吾
- 伊藤久哉
- 勝部寅之
- 福山象三
- 中川秀人
- 石橋健
- 石川隆昭
- 矢島正明（語り）

スタッフ
- 原作：シャーロット・アームストロング「悪の仮面」
- 企画：小坂敬（日本テレビ）
- プロデューサー：杉山茂樹、山口剛（日本テレビ）
- 脚本：田向正健
- 音楽：大野雄二
- 助監督：六鹿英雄
- 監督：石井輝男
- 制作：国際放映、日本テレビ

| 日本テレビ 火曜日の女シリーズ                                         | 日本テレビ 火曜日の女シリーズ                                                                 | 日本テレビ 火曜日の女シリーズ            |
| 前番組                                                                | 番組名                                                                                        | 次番組                                   |
| --------------------------------------------------------------------- | --------------------------------------------------------------------------------------------- | ---------------------------------------- |
| 幻の女 （原作：ウィリアム・アイリッシュ） （1971.10.12 - 1971.11.16） | 喪服の訪問者 （原作：シャーロット・アームストロング「悪の仮面」） （1971.11.23 - 1971.12.28） | あの子が死んだ朝 （1972.1.4 - 1972.2.8） |

### 1980年版
「悪女の仮面」のタイトルで、1980年1月12日にテレビ朝日系列「土曜ワイド劇場」枠で放送。2015年3月には渋谷シネマヴェーラにて「神代辰巳の世界 没後20年メモリアル特集」の一作として「悪女の仮面 扉の陰に誰かが」のタイトルでデジタル上映された。
キャスト
- いしだあゆみ
- 山本圭
- 酒井和歌子
- 浅野温子
- 中尾彬
- 河原崎長一郎
- 石橋蓮司
- 絵沢萌子
- 宮井えりな
- 坂本長利
- 吉原正皓
- 玉井謙介
- 中平哲仟
- 小見山玉樹
- 水木京一
- 小野田博美

スタッフ
- 監督：神代辰巳
- 助監督：伊藤秀裕、金子修介
- 原作：シャーロット・アームストロング「悪の仮面（あほうどり）」
- 脚本：田中陽造、伊藤秀裕
- 音楽：スペース・サーカス
- 撮影：前田米造
- プロデュース：関口恭司、結城良照
- 制作：にっかつ撮影所、テレビ朝日

| テレビ朝日 土曜ワイド劇場                            | テレビ朝日 土曜ワイド劇場                                                     | テレビ朝日 土曜ワイド劇場                           |
| 前番組                                               | 番組名                                                                        | 次番組                                              |
| ---------------------------------------------------- | ----------------------------------------------------------------------------- | --------------------------------------------------- |
| 名探偵雅楽再び登場！ （原作：戸板康二） （1980.1.5） | 悪女の仮面 （原作：シャーロット・アームストロング「悪の仮面」） （1980.1.12） | 千草検事の大逆転！ （原作：土屋隆夫） （1980.1.19） |

### 2001年版
「悪の仮面」のタイトルで、テレビ東京・BSジャパン「女と愛とミステリー」枠で2001年9月9日（BSジャパン）・9月12日（テレビ東京系列）に放送された。
キャスト
- 井原恵美子：名取裕子
- 井原晴久：布施博
- 熊谷虎雄：江上真吾
- 熊谷香織：小柳ルミ子
- 望月里奈：洞口依子
- 海江田翔：赤坂晃
- 宮内順子、松阪隆子、掛田誠、阿部六郎、加賀谷純一、木村翠、青木和代、ト字たかお、本多晋、上村依子、酒井麻吏、沼崎悠、大塚洋、佐和タカシ、星野晃、日和佐裕子、田浦リオ、井鍋信治、吉田悦子、徳井広基、木口洋介

スタッフ
- 原作：シャーロット・アームストロング「あほうどり」
- 脚本：中島丈博
- 演出：久野浩平
- 原作日本国内エージェント：タトル・モリ エイジェンシー
- 技斗：深作覚
- カースタント：アクティブ21
- 技術協力：ビデオスタッフ
- 取材協力：葛西循環器脳神経外科病院、日本商環境設計家協会（現：日本商環境デザイン協会）
- プロデュース：橋本かおり、千野榮彦、武末佳子
- 制作：PDS、テレビ東京